# Sun City (Arizona)
Sun City és una concentració de població designada pel cens dels Estats Units a l'estat d'Arizona. Segons el cens del 2000 tenia 38.309 habitants.

## Demografia
Segons el cens del 2000, Sun City tenia 38.309 habitants, 23.490 habitatges, i 12.520 famílies La densitat de població era de 1.019,4 habitants/km².
Dels 23.490 habitatges en un 0,3% hi vivien nens de menys de 18 anys, en un 49,5% hi vivien parelles casades, en un 3% dones solteres, i en un 46,7% no eren unitats familiars. En el 44,1% dels habitatges hi vivien persones soles el 39,4% de les quals corresponia a persones de 65 anys o més que vivien soles. El nombre mitjà de persones vivint en cada habitatge era d'1,6 i el nombre mitjà de persones que vivien en cada família era de 2,07.
Per edats la població es repartia de la següent manera: un 0,4% tenia menys de 18 anys, un 0,3% entre 18 i 24, un 2% entre 25 i 44, un 17,5% de 45 a 60 i un 79,8% 65 anys o més.
L'edat mediana era de 75 anys. Per cada 100 dones de 18 o més anys hi havia 69,8 homes.
La renda mediana per habitatge era de 32.508 $ i la renda mediana per família de 40.464 $. Els homes tenien una renda mediana de 35.459 $ mentre que les dones 26.453 $. La renda per capita de la població era de 25.935 $. Aproximadament el 2,5% de les famílies i el 4,6% de la població estaven per davall del llindar de pobresa.

## Poblacions més properes
El següent diagrama mostra les poblacions més properes.